# Wałerij Bohusławski
Wałerij Ołeksandrowycz Bohusławski, ukr. Валерій Олександрович Богуславський, ros. Валерий Александрович Богуславский, Walerij Aleksandrowicz Bogusławski (ur. 14 stycznia 1955 w Kijowie) – ukraiński piłkarz, grający na pozycji obrońcy, trener piłkarski.

## Kariera piłkarska

### Kariera klubowa
W 1976 zaczął występować w klubie Bukowyna Czerniowce, w którym grał 4 lata. W 1980 debiutował w Wysszej Lidze Mistrzostw ZSRR w składzie Czornomorca Odessa. W następnym roku bronił barw klubu SKA Kijów, a potem powrócił do Bukowyny, w której zakończył karierę piłkarską w 1983.

## Kariera trenerska
Po zakończeniu kariery piłkarskiej pozostał w Bukowynie, gdzie pomagał trenować Bukowynę. W sezonie 1996/97 oraz 1997/98 pracował na stanowisku głównego trenera Bukowyny. Od 1999 prowadził Nywę Tarnopol. Od sierpnia do października 2001 trenował Prykarpattia Iwano-Frankowsk. W 2004 pracował na stanowisku starszego trenera w Worskle Połtawa. Od września 2011 kierował oddziałem ds. przygotowania rezerw dla Bukowyny Czerniowce.

## Sukcesy i odznaczenia

### Sukcesy klubowe
- mistrz Wtoroj ligi ZSRR: 1982

### Sukcesy trenerskie
- mistrz Wtoroj ligi ZSRR: 1988, 1990
- wicemistrz Wtoroj ligi ZSRR: 1989
- wicemistrz Pierwszej lihi Ukrainy: 1996